# Rescobie Loch
Rescobie Loch är en sjö i Storbritannien.   Den ligger i kommunen Angus och riksdelen Skottland, i den norra delen av landet, 600 km norr om huvudstaden London. Rescobie Loch ligger 59 meter över havet.  Trakten runt Rescobie Loch består till största delen av jordbruksmark.